# 登別市立西陵中学校
登別市立西陵中学校（のぼりべつしりつ せいりょうちゅうがっこう）は、北海道登別市片倉町に所在する公立（市立）の中学校。

## 概要

### 生徒数
全校生徒 : 132人
- 1年生 - 41人
- 2年生 - 43人
- 3年生 - 48人
- 特別支援学級（内数）- 4人

2018年（平成30年）5月1日現在

## 部活動
- 野球部
- バスケットボール部
- バレーボール部
- 卓球部
- バドミントン部
- 文化活動部